# An-Nazi'at
An-Nazi'at (Coloro che Strappano) è la settantanovesima Sura del Corano, una sura meccana composta da 46 versetti. Essa tratta principalmente del Giorno del Giudizio e degli eventi che lo caratterizzano, sottolineando la potenza e la giustizia di Allah.

## Contenuto

### La Giustizia Divina
Versetti 1-14: La sura si apre con una descrizione dei "coloro che strappano con forza", riferendosi agli angeli che estrarranno le anime durante il Giorno del Giudizio. Viene sottolineata la potenza e la precisione di questo processo divino.

### Il Giorno del Giudizio
Versetti 15-25: Viene descritto il Giorno del Giudizio come un evento terribile e spaventoso, caratterizzato dalla distruzione del mondo e dal risveglio dei morti. Gli increduli sono ammoniti riguardo alla realtà di questo evento imminente.

### La Risposta degli Increduli
Versetti 26-46: Gli increduli sono descritti nella loro negazione del Giorno del Giudizio e nell'ostinazione verso la verità divina. Viene loro annunciata la punizione che li attende per la loro incredulità e la loro disobbedienza.

## Analisi
La Sura An-Nazi'at è importante perché offre una descrizione vivida e potente del Giorno del Giudizio, sottolineando la potenza e la giustizia divina che caratterizzeranno questo evento imminente. Essa invita gli ascoltatori a riflettere sulla realtà del Giorno del Giudizio e ad accettare la verità divina, ammonendo gli increduli riguardo alla punizione che li attende per la loro negligenza e disobbedienza. La sura è quindi significativa per la sua testimonianza della giustizia divina e della responsabilità umana di fronte alla vita dopo la morte.